# 금동 용머리 모양 처마 끝 장식과 작은 종

금동 용머리 모양 처마 끝 장식과 작은 종

금동 용머리 모양 처마 끝 장식과 작은 종은 고려 초기의 정교한 금동제 한국 풍경이자 용 조각품이다. 절이나 궁궐 같은 지붕에 사용되었을 것이다. 뉴욕의 메트로폴리탄 미술관과 서울의 리움미술관에 두 개의 유사한 거의 완전한 예가 있다.